# Eberhard Weichold
Eberhard Weichold (Dresden, 23 d'agost de 1891 – Bremen, 19 de desembre de 1960) va ser un oficial naval alemany, vicealmirall durant la Segona Guerra Mundial.

## Biografia
Weichold es va incorporar a la Marina Imperial l'1 d'abril de 1911 com a Seekadett (Tripulació 1911), completant la seva formació bàsica al gran creuer SMS Hertha i després va anar a l'escola naval de Mürwik. Allà va ser nomenat Fähnrich zur See el 15 d'abril de 1912 i després de l'èxit de la visita va ser traslladat al cuirassat SMS Lothringen. Va romandre aquí després de l'esclat de la Primera Guerra Mundial i va ser ascendit a Leutnant zur See el 3 d'agost de 1914 .
Weichold es va oferir voluntari per al servei submarí i va completar l'entrenament a l'escola de submarins des de l'1 de desembre de 1915 fins al 6 de maig de 1916. Després va ser desplegat com a oficial de vigilància als UB 11, U 4, UC 20 i UB 50. Com a Oberleutnant zur See (des del 26 d'abril de 1917), va rebre el comandament de l'UC 22 el 21 de juliol de 1918. Amb aquest vaixell va poder enfonsar tres vaixells enemics més amb uns 11.000 BRT fins al final de la guerra.
Aleshores, Weichold va ser portat a la Reichsmarine i inicialment utilitzat com a assistent del comandament de proves de mines. Va actuar de l'1 de juny de 1920 al 9 d'octubre de 1921 com a comandant del vaixell torpediner T 141, després com a comandant del T 139, per després ser traslladat a l'estat major del comandant en cap de les forces navals del mar Bàltic com a tercer oficial naval. Com a Kapitänleutnant (des de l'1 de febrer de 1921), Weichold va ser destinat a l'Arxiu de la Marina de l'1 de gener de 1922 al 14 de març de 1923. Després va tenir el comandament del torpediner G 8 a la 1a Semiflotilla de torpediners a Swinemünde. Des de l'1 d'octubre de 1923 fins a l'11 de setembre de 1925 va ser traslladat a la I Flotilla de torpediners, també estacionada a Swinemünde, on va treballar com a tinent de bandera i com a comandant del torpediner S 18 . Weichold va passar els propers dos anys com a oficial de companyia a la divisió de troncs del vaixell del Mar Bàltic i al mateix temps va treballar durant tres mesos al cuirassat Schleswig-Holstein com a segon oficial de navegació. Després, del 6 d'octubre de 1927 al 23 de març de 1929, va completar la formació d'ajudant de guia, després va ser posat a disposició del cap de comandament naval i amb el seu ascens a Korvettenkapitän l'1 de juliol de 1929 i transferit com a oficial de navegació al cuirassat Schlesien. Del 3 d'octubre de 1930 al 14 de setembre de 1931 va ocupar llavors la mateixa posició al cuirassat Schleswig-Holstein i va passar el temps fins al 27 d'abril de 1934 com a instructor militar a l'Acadèmia Naval. Paral·lelament, va ser nomenat cap adjunt de la instal·lació i finalment nomenat cap el 28 d'abril de 1934. En aquest càrrec, va ser ascendit a Fregattenkapitän l'1 d'octubre de 1934 i a Kapitän zur See l'1 d'octubre de 1936.
Com a tal, Weichold va passar pels destructors Baubelehrung de l'1 de gener al 26 de febrer de 1937 i després es va convertir en cap de la 1a Divisió de Destructors. Després de la seva dissolució, Weichold va actuar com a primer oficial d'almirall del Comandament de la Flota des del 27 d'octubre de 1938 i va romandre en aquesta posició després de l'inici de la Segona Guerra Mundial.
El 2 de novembre de 1939, Weichold es va traslladar a l'Alt Comandament de la Wehrmacht per a l'Estat Major Especial per al Comerç i la Guerra Econòmica, on va actuar com a Cap d'Estat Major. El 28 de juny de 1940 va esdevenir cap de l'Estat Major d'Enllaç alemany a l'Almirallat de la Regia Marina italiana i, com a tal, poc després va ascendir a contraalmirall l'1 de juliol de 1940. Del 16 d'agost de 1941 al 4 de març de 1943, Weichold va ocupar el càrrec d'almirall alemany a l'Almirallat de la Marina italiana i també va ser comandant del Comandament Naval alemany d'Itàlia des del 22 de novembre de 1941. En aquesta funció s'encarregava, entre altres coses, de proveir l'Afrika Korps per mar.
A causa d'un desacord sobre la qüestió mediterrània amb el seu amic el Großadmiral Karl Dönitz, va ser rellevat i traslladat a l'Alt Comandament de la Marina, on va ser emprat com a representant especial de l' Estat Major de Guerra Naval.El seu darrer càrrec va ser des de l'1 d'abril de 1944 fins al 8 de maig de 1945 com a cap de l'Estat Major Naval a l'Alt Comandament de la Marina.
Amb la rendició incondicional de la Wehrmacht, Weichold va estar en captivitat aliada des del 8 de maig de 1945, de la qual va ser alliberat el 1947.

## Dates de promoció
Unterleutnant zur See (15 d'abril de 1912)
 Leutnant zur See (03 d'agost de 1914)
 Oberleutnant zur See (26 d'abril de 1917)
 Kapitänleutnant (01 de febrer de 1921)
 Korvettenkapitän (01 de juliol de 1929)
 Fregattenkapitän (01 d'octubre de 1934)
 Kapitän zur See (01 d'octubre de 1936)
 Konteradmiral (01 de juliol de 1940)
 Vizeadmiral (01 d'abril de 1942)

## Condecoracions
Creu de Ferro de 1a Classe– 1914
 Creu de Ferro de 2a Classe– 1914
 Insígnia de guerra d'U-Boat (1918)
 Creu de cavaller de II classe amb espases de l'orde d'Albert
 Creu al Mèrit Militar de III classe amb distintiu de guerra
 Medalla Liakat de Plata amb Sabres (Imperi Otomà)
 Lluna Creixent de Ferro (Imperi Otomà)
 Creu d'Honor dels Combatents de 1914-18 amb espases
 Creu d'Or dels 25 anys de servei
 Barra de 1939 Creu de Ferro de 1a Classe – 1914
 Barra de 1939 Creu de Ferro de 2a Classe – 1914
 Creu Alemanya d'Or – 22 de juliol de 1942